# Tinto Brass

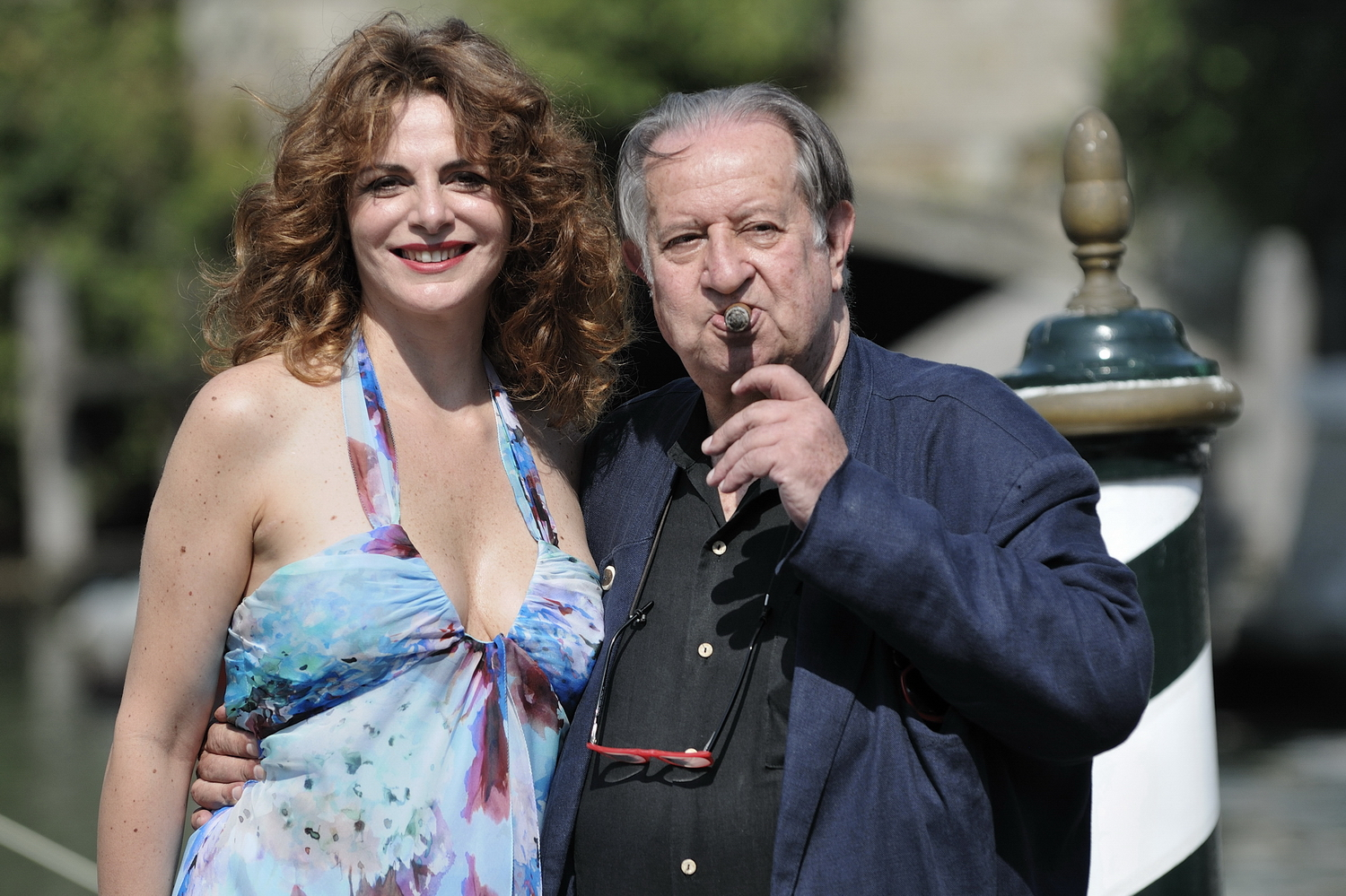
Tinto Brass med Caterina Varzi och en cigarr 2009.

Giovanni "Tinto" Brass, född 26 mars 1933 i Venedig, är en italiensk filmregissör.
Tinto Brass har gjort sig känd för sina erotiskt laddade och ofta komiska filmer. Hans mest kända film är den kontroversiella Caligula från 1979. Den filmen var det dock inte Brass själv som klippte och han hade inte full konstnärlig kontroll över filmen, utan hade en annan uppfattning om hur filmen skulle klippas än producenten Bob Guccione.
Tinto Brass filmer kännetecknas i allmänhet av många scener med speglar och långa tagningar med närbilder på kvinnors bakdelar. I Sverige har DVD-utgåvorna av flera av hans filmer fått titlar som innehåller namnet Lola, efter framgången med Lolas bröllop (1998).

## Filmografi (urval)
- 1963 – Chi lavora è perduto
- 1976 – Salong Kitty
- 1979 – Caligula
- 1983 – Bakom låsta dörrar
- 1985 – Miranda
- 1987 – Love & Passion
- 1988 – Snack Bar Budapest
- 1991 – Paprika
- 1992 – All Ladies Do It
- 1994 – Lola - Smygtittaren
- 1998 – Lolas bröllop
- 2000 – Trasgredire
- 2002 – Lola - Black Angel
- 2003 – Fallo!
- 2005 – Monamour

## Filmografi (skådespelare)
- 1999 – Ultimo metrò
- 2009 – Impotenti esistenziali